# Bauhinia hainanensis
Bauhinia hainanensis là một loài thực vật có hoa trong họ Đậu. Loài này được Merr. & Chun miêu tả khoa học đầu tiên.